# Promecotheca petelii
Promecotheca petelii es una especie de insecto coleóptero de la familia Chrysomelidae.
Fue descrita científicamente en 1840 por Guérin-Méneville.